# Beny Steinmetz
Beny Steinmetz (hebreiska: בני שטיינמץ), född 2 april 1956, är en israelisk affärsman och entreprenör, med fokus på gruv-, energi-, fastighets- och diamantgruvindustrin. Han har dömts för korrupta och olagliga affärsmetoder i flera länder. Beny Steinmetz är ordförande och medgrundare av den filantropiska stiftelsen, Agnes & Beny Steinmetz Foundation och är aktivt involverad i konstvärlden i Israel.